# 동초
동초(董超, ? - 219년)는 후한 말의 무장이다.

## 생애
조조(曹操)의 장수인 방덕(龐德)을 섬겼다.
219년, 조인(曹仁)이 번성(樊城)에서 관우(關羽)의 공격을 받자, 동초는 방덕(龐德)의 부장으로 참전하였다. 그러나 관우의 수공으로 인하여 대패하였고, 동초는 방덕과 함께 언덕에서 관우의 공격에 맞서 싸우지만 동형(董衡)과 함께 항복을 건의하였다가 처형 당하였다.

## 《삼국지연의》에서의 동초
219년, 번성(樊城)을 구원하기 직전에 동초는 동형과 함께 우금(于禁)에게 찾아가 방덕이 출전하는 것을 못마땅하게 말하였고, 다른 관료들 또한 방덕이 지난날 마초(馬超)의 부하였기 때문에 방덕을 믿지 못하자, 방덕은 조조에 대한 충정을 보이기 위해 커다란 관을 이끌고 출전하였다.